# Alexandre Soumet
Alexandre Soumet, né à Castelnaudary le 29 janvier 1786, et mort le 30 mars 1845 dans l'ancien 1er arrondissement de Paris, est un poète et dramaturge français.

## Biographie
Alexandre Soumet prépare, mais sans succès, le concours d'entrée à l'École Polytechnique et vient s'installer à Paris en 1808. Poète doué, il écrit des vers en l'honneur de Napoléon Ier qui lui valent d'être nommé auditeur au Conseil d'État en 1810. Il devient populaire, en 1814, grâce à une élégie touchante, La Pauvre Fille. Puis, en 1815, l'Académie française couronne deux de ses poèmes : La Découverte de la vaccine et Les Derniers moments de Bayard. Il est élu mainteneur de l'Académie des Jeux floraux en 1819.
Soumet célèbre la Restauration et est nommé bibliothécaire du roi à Saint-Cloud. En 1822, il donne avec succès deux tragédies, Clytemnestre et Saul. Fort de ces succès, il est élu à l'Académie française le 29 juillet 1824 en remplacement d’Étienne Aignan contre Alphonse de Lamartine et Casimir Delavigne. Cléopâtre (1824) et Jeanne d'Arc (1825) sont également bien accueillies. Elisabeth de France (1828), librement adaptée du Don Carlos de Schiller, contribue à faire connaître le poète allemand en France. Il reproche d'ailleurs à Germaine de Staël de ne lui avoir consacré qu'une place trop discrète dans son De l'Allemagne.
Après la Révolution de 1830, Soumet se rallie à la monarchie de Juillet. Il est nommé bibliothécaire du roi Louis-Philippe Ier au château de Compiègne. En 1831, sa pièce Norma ou l'infanticide triomphe à l'Odéon, en partie grâce à l'interprétation de Mademoiselle George ; elle sert ensuite de base au livret du célèbre opéra de Vincenzo Bellini.

## Œuvres

### Postérité littéraire
En 1823, Soumet rejoint le groupe d'écrivains et d'artistes qui se fait appeler « Le Cénacle », où se rassemblent les meilleurs partisans de l'esthétique romantique, notamment Honoré de Balzac, Eugène Delacroix, Alfred de Vigny, Alexandre Dumas père, Alfred de Musset, Casimir Delavigne, Charles-Augustin Sainte-Beuve, Abel-François Villemain et Prosper Mérimée. Il publie des poèmes dans La Muse française, organe officiel des Romantiques, mais s'abstient de participer aux bruyantes polémiques du temps.
Ses tragédies se tiennent à mi-chemin de l'esthétique classique et du romantisme. Les sujets en sont empruntés soit à l'Antiquité, soit à l'histoire moderne, dans les parties qui en étaient alors à la mode. La forme dramatique reste extrêmement classique, mais elle est magnifiée par un style qui ne manque pas d'éclat et de couleur, même s'il est parfois emphatique.
Soumet a été extrêmement célèbre. Victor Hugo professait pour lui, du moins à ses débuts, une vive admiration. Il est aujourd'hui presque complètement oublié.

### Liste chronologique

#### Œuvres dramatiques
- Clytemnestre, tragédie, représentée à la Comédie-Française le 7 novembre 1822.
- Saül, tragédie, représentée au théâtre de l'Odéon le 9 novembre 1822.
- Cléopâtre, 1824.
- Jeanne d'Arc, 1825.
- Pharamond, opéra en 3 actes, en collaboration avec Jacques Ancelot et Alexandre Guiraud, musique de François-Adrien Boieldieu, représenté à l'Opéra de Paris le 10 juin 1825
- Le Siège de Corinthe, tragédie lyrique en 3 actes, en collaboration avec Luigi Balocchi, musique de Gioachino Rossini, 1826.
- Emilia, drame, 1827 : inspiré du roman Kenilworth de Walter Scott.
- Elisabeth de France (titre initial:Le Secret de la confession), tragédie, 1828.
- Une fête de Néron, avec Louis Belmontet, 1829 : sorte de suite romantique du Britannicus de Jean Racine.
- Norma ou l'infanticide, tragédie en 5 actes, en vers, représentée au théâtre de l'Odéon le 6 avril 1831 (texte dans la base Gallica de la Bibliothèque nationale de France)
- Le Gladiateur, tragédie, en collaboration avec sa fille Gabrielle Soumet, représentée à la Comédie-Française le 24 avril 1841
- Le Chêne du roi, comédie, en collaboration avec sa fille, représentée à la Comédie-Française le 24 avril 1841.
- Jane Grey, tragédie, en collaboration avec sa fille, 1844.
- David, opéra, 1846.
- Monseigneur se marie, comédie.

#### Œuvres poétiques
- Le Fanatisme, 1808.
- L'Incrédulité, 1810.
- Les Embellissements de Paris, 1812.
- La Divine épopée, poème en 12 chants, 1841Le sujet de ce poème, qui se veut dans la veine de la Divine comédie de Dante, est la rédemption de l'Enfer par le Christ. « Ce n'est qu'un rêve, a dit prudemment l'auteur, je ne m'en prosterne pas moins devant l'autorité du dogme. » L'ensemble a de la grandeur et du souffle, au moins à première vue, mais la qualité du style masque souvent le vide de la pensée et de l'inspiration.
- Jeanne d'Arc, épopée en 3 parties, 1845.

#### Œuvres diverses
- Les Scrupules littéraires de Mme de Staël, ou Réflexions sur le livre De l'Allemagne, 1814.
- Oraison funèbre de Louis XVI, 1817.